# Otto Dill

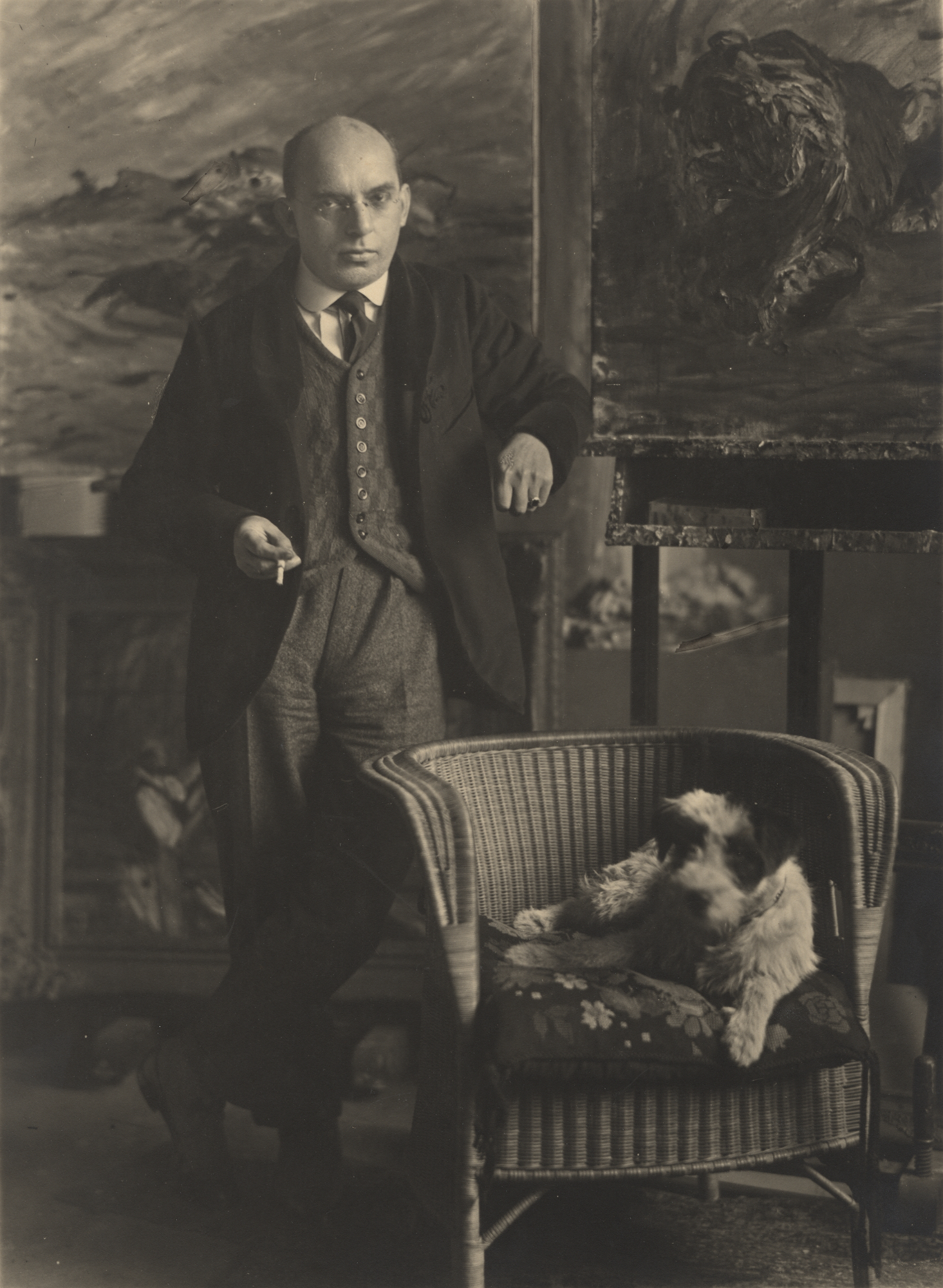
Otto Dill, Aufnahme von Theodor Hilsdorf

Otto Dill (* 4. Juni 1884 in Neustadt an der Weinstraße; † 6. Juli 1957 in Bad Dürkheim) war ein deutscher Maler.

## Leben und Werk
Dill wurde als zweites von fünf Kindern des Königlich-Bayerischen Postbeamten Heinrich Dill († 1890) und seiner Ehefrau Margarethe in ärmliche Verhältnisse hinein geboren.
Er absolvierte zunächst eine Lehre als Verlagskaufmann, ehe er von 1908 bis 1914 Malerei an der Münchner Akademie studierte. Dort war er Meisterschüler des bekannten Tiermalers Heinrich von Zügel. 1914 meldete er sich als Kriegsfreiwilliger, wurde aber wegen einer Krankheit 1916 ins Bayerische Kriegsministerium versetzt. Bald darauf, zwei Jahre vor Kriegsende, heirateten Dill und Emmy Dorothea Schleidt. Dill begann ein Leben als freischaffender Künstler. Im Sommer 1917 war er bereits mit einer ersten Ausstellung im Münchner Glaspalast vertreten. Als Mitglied der Münchner Sezession nahm er 1922 an verschiedenen Ausstellungen der Künstlervereinigung teil. 1924 wurde ihm der Professorentitel verliehen.
Zahlreiche Reisen führten den Künstler u. a. nach Nordafrika, Italien, Frankreich und Spanien. Die dort gewonnenen Eindrücke verarbeitete Dill in zahlreichen Gemälden und Zeichnungen, die deutlich vom Impressionismus geprägt sind – Wüsten- und Beduinenszenen, Stierkampfstudien und Tigerbilder sowie Hunderte von Darstellungen von Löwen, die ihm den Spitznamen „Löwen-Dill“ eintrugen. Zu seinen bevorzugten Sujets zählten auch Pferderennen und Polospiele.
Im Jahr 1930 siedelte der Künstler von München nach Neustadt an der Weinstraße über. Dort entstanden vorwiegend Landschaftsdarstellungen. Dill war 1937 und 1938 auf der Große Deutsche Kunstausstellung in München mit zwei Bildern vertreten. 1941 zog er nach Bad Dürkheim, wo er bis zu seinem Tod 1957 lebte und arbeitete. Eine große Kollektion seiner Werke wurde 1943 auf dem Güterbahnhof in Ludwigshafen am Rhein bei einem Bombenangriff zerstört. Um in dieser schweren Zeit zu überleben, tauschte der Künstler spontan entstandene Zeichnungen gegen Lebensmittel. Daher befinden sich heute zahlreiche solcher Gelegenheitsarbeiten Dills im Besitz pfälzischer Familien.
1949 ernannte die Stadt Bad Dürkheim Otto Dill zum Ehrenbürger, im gleichen Jahr wurde er Ehrenmitglied der Akademie der Künste in München und Ehrenmitglied der Gesellschaft der Heinrich-von-Zügel-Freunde in Wörth am Rhein.
In seiner Geburtsstadt Neustadt an der Weinstraße sowie in Schifferstadt, Bad Dürkheim, Neuhofen, Haßloch, Dannstadt-Schauernheim, Birkenheide, Frankenthal, Schönenberg-Kübelberg und Wörth sind Straßen nach ihm benannt.
Dill wurde auf dem Hauptfriedhof in Bad Dürkheim bestattet. Sein Grab ist noch erhalten.

## Bedeutung
Werke von Otto Dill befinden sich in zahlreichen öffentlichen Sammlungen wie des Museum Pfalzgalerie Kaiserslautern, in den Bayerischen Staatsgemäldesammlungen München, der Städtischen Galerie im Lenbachhaus München, im Landesmuseum für Kunst und Kulturgeschichte Oldenburg, im Musée National d’Art Moderne (Centre Georges Pompidou Paris), und im Von der Heydt-Museum (Wuppertal). In seiner Geburtsstadt Neustadt an der Weinstraße wurde 2001 ein Museum eröffnet, das allein seinem Schaffen gewidmet ist.
Bis heute gilt Dill neben Max Slevogt als der bedeutendste Maler der Münchner Schule in der Pfalz.